# Ante Kovačić
 Ovo je glavno značenje pojma Ante Kovačić. Za druga značenja pogledajte Ante Kovačić (razdvojba).
Antun "Ante" Kovačić (Oplaznik u Mariji Gorici, 6. lipnja 1854. – Glina/Zagreb, 10. prosinca 1889.), hrvatski romanopisac i novelist, pjesnik.

## Životopis
Sin jedinac Ane Vugrinec i Ivana Kovačića. Pohađao je osnovnu školu u Mariji Gorici, o stotoj obljetnici rođenja (1954.) nazvanoj po njemu "Osnovna škola Ante Kovačića". U Zagrebu je završio Klasičnu gimnaziju 1876. godine.
Mučan i naporan život proživio je tokom školovanja i kao odvjetnički pripravnik (kod Josipa Franka u Zagrebu od 1875. do 1880. godine), a položivši doktorat bio je pisar u pisarnicama dr. Banjavčića u Karlovcu, dr. Goldmana i dr. Šrama u Zagrebu. Istaknuti je pristaša Stranke prava. Vlastiti je odvjetnički ured vodio u Glini, siromašnom kraju gdje je često strankama plaćao biljege vlastitim novcem. Par dana prije selidbe u Đurđevac vjerojatno doživljava živčani slom jer ga otpremaju konjskom zapregom iz Gline u Stenjevec u Zagrebu kad putem dobije upalu pluća i umre kratko nakon toga (v. prikaz Ivana Krnica u sarajevskoj Nadi iz god. 1902). Nekrolog objavljen neposredno nakon smrti u mjesnom listu Banovac, daje dobar uvid u okolnosti njegova tragičnog svršetka.

## Književno stvaralaštvo
Prvi veliki Kovačićev prozni tekst je Baruničina ljubav, 1877., roman na razmeđu romantizma i realizma, nastao po uzoru na Eugena Suea i Balzaca: mješavina dinamične, često nevjerojatne radnje i jezičnog vatrometa u čemu se Kovačić pokazao, uz Šenou, jednim od glavnih hrvatskih devetnaestostoljetnih jezikotvoraca, po stupnju utjecaja daleko važniji od mnogih akademskih filologa. Roman obiluje likovima fatalnih žena  (Sofija Grefštajn), preljubima, incestom i samoubojstvima, a kompozicijski je inovativan i u europskim izmjerama. Sljedeće godine izlazi Smrt babe Čengićkinje, travestija što s pravaških nacionalnih polazišta ismijava ilirsku i jugoslavensku ideologiju, karikirajući kultno Mažuranićevo djelo. Kovačić je i autor više značajnih pripovijesti, među kojima se izdvajaju Ladanjska sekta i Zagorski čudak. U sljedećem velikom romanu Fiškal, 1881., autor ponavlja svoje središnje teme i stileme: realistički pristup što graniči s fantastikom i nerijetko se pretvara u grotesku, likove fatalnih žena, porugljivu, pa i otrovnu satiru stranaca (Nijemaca, Mađara) i južnoslavenske ideologije, žestoki napad na obamrlost hrvatskog plemstva i birokratski mentalitet, rasap osobnosti glavnih protagonista u ludilu ili samoubojstvu. Prije svog magnuma opusa, romana «U registraturi», pisac je objavio i nedovršeni roman «Među žabari», ubojitu satiru na onodobne političke moćnike koji su se prepali prepoznavši se pa spriječili daljnje izlaženje (tekst je izlazio u podlistcima).
 U glavnom djelu, romanu ''U registraturi'' (1888.), Kovačić obilno koristi autobiografski materijal. Ta osobna nota stvorit će stranice prožete s mnogo topline, neposrednog lirizma i usrdnijeg odnosa prema likovima, osobito u prikazu i opisu djetinstva glavnog lika - Ivice Kičmanovića. Iako svrstavan u klasike hrvatskog realizma, Kovačićev je veliki roman torzo što sadrži oprečne svjetonazore i poetike: u njemu nalazimo spektar situacija i motiva što obuhvaćaju kanonska pravila romantizma, realizma i naturalizma. Nastao u ognjici, nedotjeran i rastrgan, Kovačićev je magnum opus najimpresivnije djelo hrvatske pripovijedne proze druge polovice 19. stoljeća. Roman "U registraturi" izlazi 1888. u Vijencu u nastavcima, a 1911. je tiskan kao knjiga. Jedni su ga nazivali senzacionalnim romanom, a drugi su ga autoritetom svog položaja ocijenili negativno zbog fatalne žene Laure. O romanu se nije pisalo punih 10 godina (bio je zabranjen – knjiga u bunkeru). Šutnju su razbili Milan Marjanović i A. G. Matoš. Mladi su pisci u Kovačiću otkrili beskompromisnog zastupnika teorije o slobodi umjetničkog stvaranja.
Ovaj roman je primjer umjetničkog djela što ne može imati samo jednu dimenziju s obzirom na sadržaj, temu i ideju pa ni stil izraza. Ono je prožeto raznovrsnim tonovima baš kako je i život.
Ideja romana je: duhovna biografija druge polovice 19. st. viđena okom pravaša koji u pravednom ogorčenju s plemenitom namjerom pretjeruje kada u Hrvatskoj vidi samo zaostalost, servilnost i pokvarenost. To je podloga za njegovu satiru u što se uklapa i biografija Ivice Kičmanovića od prvog do trećeg dijela kada nam se čini da je Kovačić vizionarski antipicirao vlastito duševno stanje, odnosno organsku psihozu.
Kovačićevo djelo najjače je ostvarenje hrvatskog realizma u karakterističnom obliku za hrvatsku književnost gdje nema mnogo tekstova što slave i posvećuju običnost i svakodnevnost. Romani su to okrenuti suvremenoj tematici (za razliku od Šenoe, čiji je opus najvećma uronjen u povijesnu problematiku), čudna su mješavina romantizma, realizma i brutalnog naturalizma nabijena razornom satirom i očajem nad stanjem hrvatskog društva; kultom fatalne žene ukorijenim u romantizmu; burnim zapletima i velikim strastima te propašću glavnih likova u zločinu, ubojstvu, ludilu i samoubojstvu. Raspet između romantizma i naturalizma, Kovačić senzibilitetom prethodi velikoj tradciji hrvatskog romana egzistencijalističkog i političko-satiričkog smjera.

### Ostala djela
- Stihovi (1949.)
- Djela, I-II, (1950.)
- Feljtoni i članci (1952.)

## Privatni život
Oženio je Milku Hajdin s kojom je imao šestero djece. Vjenčanje se održalo u Maloj Gorici. Kćeri Olga i Marija bile su učiteljice, a sin Krešimir bio je novinar i stripovski scenarist.